# Jaguar Mark VII
La Mark VII è un'autovettura prodotta dalla Jaguar dal 1951 al 1956.

## Il contesto
Lanciata al salone dell'automobile di Londra del 1950, la Mark VII era una grande berlina sportiva di lusso quattro porte. Rimpiazzò la Mark V, ma dato che era già presente sul mercato la Bentley Mark VI, la Jaguar decise di denominare il nuovo modello Mark VII. Una versione della Mark V con motore potenziato è conosciuta come Jaguar Mark VI, ma solo due esemplari ne furono costruiti. Della Mark VII venne prodotta anche una seconda serie, a cui venne aggiunta la lettera “M” nel nome della vettura. Le due serie differivano anche per il peso: la prima infatti pesava 1.676 kg, la seconda 1.689 kg.

## La prima serie (1950-1954)
Il telaio della Mark VII derivava da quello della Mark V, con cui condivideva il passo, cioè 3.048 mm. La carrozzeria invece, rispetto alla vettura antenata, era più moderna ed aerodinamica, ed includeva inoltre fari anteriori completamente inglobati nei parafanghi, a loro volta integrati nel corpo vettura, assieme ad uno sbalzo posteriore incrementato che accentuò l'immagine e la presenza della vettura. Come sulla Mark V, la parte superiore delle ruote posteriori era coperta dalla carrozzeria. Questa copertura era comunque rimovibile per permettere la sostituzione dello pneumatico.
Al posto del parabrezza piatto della vettura antenata, la Mark VII aveva installato un vetro anteriore che era diviso in due parti, prefigurando il parabrezza curvo in un solo pezzo che sarebbe divenuto disponibile con l'arrivo della Mark VIII.
La vettura antenata, cioè la Mark V, era mossa da un motore la cui origine era datata a prima della seconda guerra mondiale. Il suo progetto fu inizialmente sviluppato dalla Standard Motor Company. La Mark VII invece montava un motore Jaguar XK6 che fu installato per la prima volta nel 1948 sulla XK120. Il propulsore in questione era un sei cilindri in linea bialbero da 3.442 cm³ di cilindrata e 160 CV di potenza. Quest'ultima era la stessa erogata dal motore della XK120. La trasmissione era formata da un cambio manuale a quattro rapporti. Nonostante le dimensioni considerevoli, la Mark VII raggiungeva la velocità massima di 160 km/h.

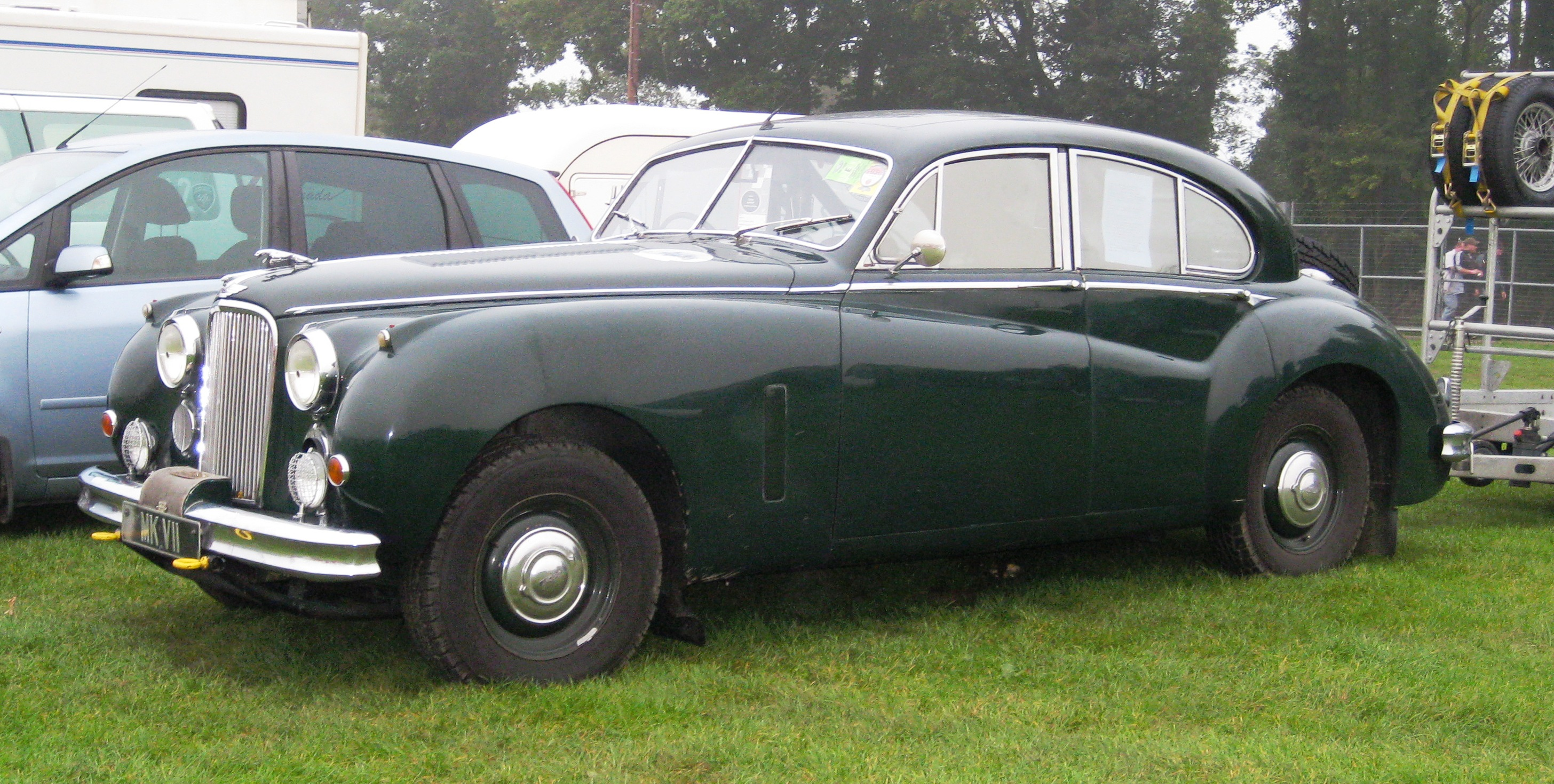
Una Jaguar Mark VII del settembre 1953

La Mark VII fu lanciata in una fase di crescita dell'economia britannica, che seguì un periodo disastroso causato dalla seconda guerra mondiale. Già nell'anno del lancio, il 1951, la Mark VII fu accolta con entusiasmo e ciò spinse la Jaguar a trasferire la produzione del modello in uno stabilimento più grande. Più precisamente fu scelta una fabbrica che in precedenza era stata utilizzata per scopi bellici ma che, finita la guerra, fu convertita ad usi civili. Prima della fine della produzione, nel 1954, vennero assemblati 20.908 esemplari.
Nel 1952 un esemplare del modello fu provato dal settimanale The Motor, che registrò una velocità massima di 163 km/h ed un'accelerazione da 0 a 97 km/h di 13,7 secondi. Il consumo di carburante fu pari a 16,1 L/100 km. Il modello utilizzato nel test costava 1.693 sterline incluse le tasse.

## La seconda serie (1954-1956)

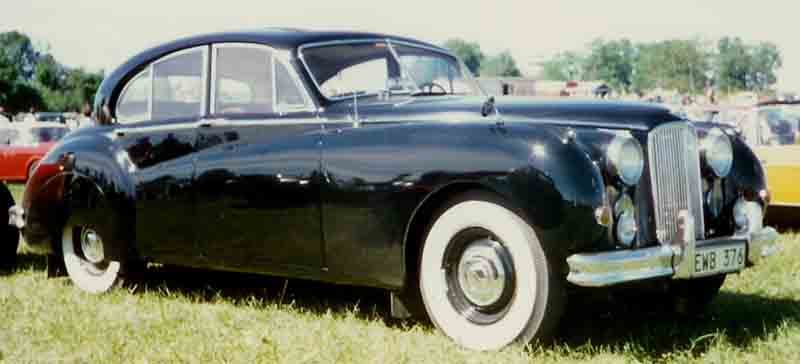
Una Jaguar Mark VII M del 1955

Negli anni cinquanta le Case automobilistiche britanniche lanciavano generalmente i propri modelli al salone dell'automobile di Londra, che era organizzato in ottobre; nel 1954 la Jaguar presentò la “Mark VII M”, cioè la seconda serie del modello in questione. Il motore aveva la stessa cilindrata (3.442 cm³) ed il medesimo rapporto di compressione (8:1) della serie precedente, ma erogava 30 CV di potenza in più, cioè 190 CV, che permetteva al modello di raggiungere la velocità massima di 167 km/h. La trasmissione montata di serie era la medesima di quella della generazione precedente, cioè manuale a quattro rapporti. In aggiunta, era disponibile un cambio automatico a tre velocità della Borg-Warner, che venne introdotto nel 1953. Fino a quel momento era però disponibile solo negli esemplari destinati ai mercati esteri, ma nel 1954 diventò un optional anche per le vetture destinate al mercato interno.
La Mark VII M poteva essere distinguibile dalla serie precedente per le griglie del clacson situate sotto i fari anteriori. Queste rimpiazzarono i fanali ausiliari, originariamente posti sotto i fari principali anteriori, ed ora sistemati sul paraurti in posizione leggermente decentrata.
All'inizio del 1956 la Mark VII vinse il rally di Monte Carlo. Negli anni successivi le grandi berline Jaguar avrebbero ricoperto un ruolo di primo piano nelle gare britanniche ad esse dedicate.
Un anno dopo aver presentato la Mark VII M, la Jaguar introdusse la piccola ed elegante Mark 1. Nel 1956 scoppiò la crisi di Suez, e nel Regno Unito iniziarono a circolare notizie riguardo ad un possibile ritorno del razionamento dei carburanti. A seguito di ciò iniziarono a circolare per le strade, le microvetture. La Jaguar concentrò quindi gli sforzi su berline di peso medio, e né la Mark VII M, né tantomeno alcuna delle sue dirette discendenti, più potenti ma anche più assetate di carburante, raggiunsero i livelli di vendita della prima Mark VII. Comunque, prima che venisse sostituita dalla Mark VIII, la Mark VII M vendette 10.061 esemplari nei due anni di produzione.